# Cumberland City
Cumberland City is een plaats (town) in de Amerikaanse staat Tennessee, en valt bestuurlijk gezien onder Stewart County.

## Demografie
Bij de volkstelling in 2000 werd het aantal inwoners vastgesteld op 316.
In 2006 is het aantal inwoners door het United States Census Bureau geschat op 321, een stijging van 5 (1.6%).

## Geografie
Volgens het United States Census Bureau beslaat de plaats een oppervlakte van
13,7 km², waarvan 12,5 km² land en 1,2 km² water. Cumberland City ligt op ongeveer 117 m boven zeeniveau.

## Plaatsen in de nabije omgeving
De onderstaande figuur toont nabijgelegen plaatsen in een straal van 24 km rond Cumberland City.